# Danada
Danada (kinesiska: 达那答, 达那答乡) är en socken i Kina. Den ligger i den autonoma regionen Tibet, i den sydvästra delen av landet, omkring 250 kilometer väster om regionhuvudstaden Lhasa.
Genomsnittlig årsnederbörd är 651 millimeter. Den regnigaste månaden är juli, med i genomsnitt 242 mm nederbörd, och den torraste är mars, med 2 mm nederbörd.